# Al-Shaykh al-Mufid
Abū ʿAbd Allāh Muḥammad ibn Muḥammad ibn al-Nuʿmān al-ʿUkbari al-Baghdādī, ovvero Muḥammad ibn Muḥammad ibn al-Nuʿmān (Arabo محمد بن محمد بن النعمان), noto come al-Shaykh al-Mufīd (Arabo ﺍﻟﺸﻴﺦ ﺍﻟﻤﻔﻴﺪ) e Ibn al-Muʿallim (figlio del Maestro) ('Ukbara, 948 – 1022), è stato un eminente teologo sciita imamita.

## Biografia
Lo Shaykh al-Mufīd nacque tra il 947 e il 950 a 'Ukbara, una cittadina a nord di Baghdad e più tardi emigrò con suo padre a Baghdad, allora sotto il dominio dei Buwayhidi, sciiti duodecimani.  Secondo la tradizione sciita, studiò sotto il famoso tradizionista al-Shaykh al-Ṣadūq ibn Bābawayh al-Qūmmī, tra i cui allievi si possono ricordare al-Karajaki, al-Sharif al-Murtada e lo Shaykh al-Ṭūsī, quest'ultimo noto per essere considerato da molti come il massimo esponente della riflessione teologica della Shīʿa. La sua carriera si svolse in parallelo con quella del noto teologo mutazilita e leader della Scuola della scuola chiamata Bahshamiyya, 'Abd al-Jabbar al-Asadabadi al-Hamadani, in un contesto urbano preda di scontri e di dispute anche violente tra sunniti, sciiti e mutaziliti. Egli stesso fu spesso fatto oggetto di attacchi e la sua biblioteca e la sua Scuola furono distrutte. Rimase tuttavia un fedele e significativo paladino intellettuale dell'Imamismo e fu rispettato per questo da amici e avversari.
Lo Shaykh al-Mufīd morì il 3 Ramadan 413 dell'Egira. Il suo allievo al-Sharīf al-Murtaḍā tenne la preghiera funebre ( Ṣalāt-e mayyit) alla presenza di circa ottomila persone, un raduno del quale non s'era mai visto simile in precedenza in qualsiasi funerale svolto a Baghdad.
Lo Shaykh al-Ṭūsī (m. 460 dell'Egira) descrive questo triste evento nel suo al-Fihrist (L'indice):
 Lo Shaykh al-Mufīd restò sepolto nella sua abitazione per due anni, quindi il suo corpo fu traslato nella Moschea al-Kāẓimiyya, dove fu interrato accanto al suo mentore, Ja'far ibn Qawlayh, con la faccia accanto ai piedi dell'Imam Muhammad al-Taqi. La sua tomba è ancora visitata da quanti rendono visita al sacro santuario ad al-Kāẓimayn.

## Opere
- Al-Amali
- Al-Irshād Volume I
- Awāʾil al-Maqālāt
- Aḥkām al-Nisāʾ
- Khulasat al-Ijāz
- Jawābāt Ahl al-Mawsul
- Risālat al-Mutʿa
- Aqsām al-Mawlā
- Risāla fī l-Mahr
- Imān Abī Ṭālib
- Al-Ikhtisās
- Al-Ifsah fī al-Imāma Amīr al-Muʾminīn
- Al-Ishrāf
- Tashīh Iʿtiqādāt al-Imāmiyya
- Tafdhīl Amīr al-Muʾminīn
- Risāla fi Maʿna al-Mawlā
- Al-Jamal
- Al-Masāʾil al-Sarawiyya
- Al-Masāʾil al-Saghaniyya
- Al-Masāʾil al-Tūsiyya
- Al-Masāʾil al-Jarūdiyya
- Al-Masāʾil al-ʿUkbāriyya
- Al-Nukāt al-Iʿtiqādiyya
- Al-Masāʾil al-ʿAshr fi al-Ghayba
- Dhabāʾih Ahl al-Kitāb
- Al-Mas'hu ʿalā al-Rijlayn
- Al-Muqniʿya
- Al-Iʿlam bi-ma ittafaqat ʿalayhi al-Imāmiyya min al-Aḥkām
- Al-Tadhkira bi-l Uṣūl al-Fiqh
- Masar al-Shīʿa
- Al-Nukāt fī l-Muqaddimāt al-Uṣūl